# Číselná předpona
Číselná předpona, také číselný prefix nebo numerický prefix je předpona označující číslo, které je násobkem objektu s předponou. Číselné předpony jsou obvykle odvozené ze slov pro čísla z různých jazyků, nejvíce se používá řečtina a latina.

## Tabulka netechnických číselných předpon
Tabulka obsahuje i technické numerické prefixy používané v systematických názvech. Tabulka předpon používaných u jednotek Mezinárodního systému jednotek je v článku Předpona soustavy SI.
| Číslo | Odvozené z číselných slov v | Odvozené z číselných slov v | Odvozené z číselných slov v | Odvozené z číselných slov v | čeština       |
| Číslo | řečtina                     | latina                      | stará angličtina            | sanskrt                     | čeština       |
| ----- | --------------------------- | --------------------------- | --------------------------- | --------------------------- | ------------- |
| ¼     |                             |                             |                             |                             | čtvrt-        |
| ½     | hemi-                       | semi-/demi-                 |                             |                             | polo-         |
| 1     | mono-                       | uni-                        |                             | eka-                        | jedno-        |
| 1½    |                             | sesqui-                     |                             |                             | jeden a půl   |
| 2     | di-                         | duo-/bi-                    | twi-                        | dvi-                        | dvoj-         |
| 3     | tri-                        | tre-/ter-                   |                             | tri-                        | troj-         |
| 4     | tetra-/tetr-                | quadri-/quadr-              |                             |                             | čtyř-         |
| 5     | penta-/pent-                | quinque-/quinqu-            |                             |                             | pěti-         |
| 6     | hexa-/hex-                  | sexa-/sex-                  |                             |                             | šesti-        |
| 7     | hepta-/hept-                | septua-                     |                             |                             | sedmi-        |
| 8     | octa-/octo-/oct-            | octa-/octo-/oct-            |                             |                             | osmi-         |
| 9     | ennea-                      | nona-/non-                  |                             |                             | devíti-       |
| 10    | deka-/deca-                 | deci-                       |                             |                             | desíti-       |
| 11    | hendeca-                    | undec-                      |                             |                             | jedenácti-    |
| 12    | dodeca-                     | duodec-                     |                             |                             | dvanácti-     |
| 13    | triskaideka-                |                             |                             |                             | třinácti-     |
| 14    | tetradeca-                  |                             |                             |                             | čtrnácti-     |
| 15    | pent(a)deca-                |                             |                             |                             | patnácti-     |
| 20    | icosa-                      | vigen-                      |                             |                             | dvaceti-      |
| 100   | hecto-/hect-                | centi-                      |                             |                             | sto-          |
| 1000  | chilia-                     | milli-                      |                             |                             | tisíci-       |
| 10000 | myria-                      |                             |                             |                             | desetitisíci- |